# Brampton, Carlisle
Brampton är en stad och en civil parish i Cumbria, England. Orten har 4 361 invånare (2001). Den har ett slott, Naworth Castle.